# Chlopsis bidentatus
Chlopsis bidentatus är en fiskart som beskrevs av Kenneth A. Tighe och Mccosker 2003. Chlopsis bidentatus ingår i släktet Chlopsis och familjen Chlopsidae. Inga underarter finns listade i Catalogue of Life.